# Route impériale
De Routes impériales vormden het wegennetwerk van het Eerste Franse Keizerrijk. Napoleon Bonaparte legde het op 18 december 1811 per keizerlijk decreet vast. De wegen waren voornamelijk op Parijs georiënteerd en liepen vanuit de hoofdstad naar de grenzen van het keizerrijk. Het was de eerste keer dat er wegnummers werden gebruikt.
Na de val van het keizerrijk kwamen grote delen van het netwerk buiten Frankrijk te liggen. In 1824 werd de nummering daarom herzien. De nieuwe Routes royales waren ongeveer hetzelfde genummerd als de Routes impériales, maar de gaten werden opgevuld door de nummering op te schuiven. Zo verviel de Route impériale 3 en werd de Route impériale 4 de Route royale 3. De nummering van de Routes royales is later gebruikt bij de Routes nationales, die nog steeds bestaan.

## Lijst
De routes 1 tot en met 14 vormden de wegen van de eerste klasse. De routes 15 tot en met 27 waren wegen van de tweede klasse. En de routes 28 tot en met 299 de wegen van de derde klasse. De wegen van de eerste en tweede klasse straalden uit vanaf Parijs en de wegen van de derde klasse waren de overige verbindingen.
| Nummer | Van                    | Naar                 | 'Naam'                                               | Nummer sinds 1824 |
| ------ | ---------------------- | -------------------- | ---------------------------------------------------- | ----------------- |
| RI 1   | Parijs                 | Calais               | De Paris à Calais                                    | N1                |
| RI 2   | Parijs                 | Amsterdam            | De Paris à Amsterdam                                 | N2                |
| RI 3   | Soissons               | Hannover             | De Paris à Hanovre                                   | N31 en N51        |
| RI 4   | Parijs                 | Mainz                | De Paris à Mayence et en Prusse                      | N3                |
| RI 5   | Châlons-en-Champagne   | Straatsburg          | De Paris à Strasbourg et en Allemagne                | N4                |
| RI 6   | Parijs                 | Rome                 | De Paris à Rome et à Naples, par le Simplon et Milan | N5                |
| RI 7   | Joigny                 | Milaan               | De Paris à Milan par le Mont-Cenis                   | N6                |
| RI 8   | Parijs                 | Rome                 | De Paris à Rome, par Gênes et Florence               | N7                |
| RI 9   | Aix-en-Provence        | Toulon               | De Paris à Toulon                                    | N8                |
| RI 10  | Moulins                | Barcelona            | De Paris à Perpignan et en Espagne                   | N9                |
| RI 11  | Parijs                 | Bayonne              | De Paris à Bayonne et en Espagne                     | N10               |
| RI 12  | Fontaine-le-Comte      | Rochefort            | De Paris à Rochefort                                 | N11               |
| RI 13  | Parijs                 | Brest                | De Paris à Brest                                     | N12               |
| RI 14  | Parijs                 | Cherbourg            | De Paris à Cherbourg                                 | N13               |
| RI 15  | Parijs                 | Le Havre             | De Paris au Havre                                    | N14               |
| RI 16  | Parijs                 | Dieppe               | De Paris à Dieppe                                    | N15               |
| RI 17  | Parijs                 | Duinkerke            | De Paris à Dunkerque                                 | N16               |
| RI 18  | Parijs                 | Oostende             | De Paris à Ostende                                   | N17               |
| RI 19  | Breda                  | Delfzijl             | De Paris à Groningue et à la mer                     |                   |
| RI 20  | Luik                   | Keulen               | De Paris à Cologne                                   |                   |
| RI 21  | Verdun                 | Koblenz              | De Paris à Coblence                                  | N18               |
| RI 22  | Parijs                 | Bazel                | De Paris à Bâle                                      | N19               |
| RI 23  | Parijs                 | Toulouse             | De Paris à Toulouse et en Espagne                    | N20               |
| RI 24  | Limoges                | Barèges              | De Paris à Barèges et en Espagne                     | N21               |
| RI 25  | Mauzé-sur-le-Mignon    | La Rochelle          | De Paris à La Rochelle                               | N22               |
| RI 26  | Chartres               | Paimbœuf             | De Paris à Nantes et à Paimbœuf                      | N23               |
| RI 27  | Rennes                 | Lorient              | De Paris à Lorient                                   | N24               |
| RI 28  | Le Havre               | Rijsel               | Du Havre à Lille                                     | N25               |
| RI 29  | Rouen                  | Fécamp               | De Rouen à Fécamp                                    | N26               |
| RI 30  | Rouen                  | Dieppe               | De Rouen à Dieppe                                    | N27               |
| RI 31  | Rouen                  | Sint-Omaars          | De Rouen à Saint-Omer                                | N28               |
| RI 32  | Rouen                  | Namen                | De Rouen à Namur                                     | N29               |
| RI 33  | Rouen                  | La Capelle           | De Rouen à La Capelle                                | N30               |
| RI 34  | Rouen                  | Soissons             | De Rouen à Soissons                                  | N31               |
| RI 35  | Rouen                  | Bonnières-sur-Seine  | De Rouen à Mantes                                    | N182              |
| RI 36  | Pacy-sur-Eure          | Breteuil             | D'Evreux à Breteuil                                  | N181              |
| RI 37  | Senlis                 | Ham                  | De Paris à Saint-Quentin                             | N32               |
| RI 38  | Parijs                 | Châlons-en-Champagne | De Paris à Châlons, par Etoges                       | N33               |
| RI 39  | Parijs                 | Vitry-le-François    | De Paris à Vitry-le-François, par Sézanne            | N34               |
| RI 40  | Compiègne              | Abbeville            | De Compiègne à Abbeville                             | N35               |
| RI 41  | Noyon                  | La Fère              | De Noyon à La Fère                                   | N38               |
| RI 42  | Villers-Cotterêts      | Fontainebleau        | De Soissons à Fontainebleau                          | N36               |
| RI 43  | Château-Thierry        | Arras                | De Château-Thierry à Arras                           | N37               |
| RI 44  | Reims                  | Orléans              | De Reims à Orléans                                   | N51               |
| RI 45  | Châlons-en-Champagne   | Cambrai              | De Châlons à Cambrai                                 | N44               |
| RI 46  | Marle (Frankrijk)      | Verdun               | De Marle à Verdun                                    | N46               |
| RI 47  | Vouziers               | Longuyon             | De Vouziers à Longuyon                               | N47               |
| RI 48  | Marle (Frankrijk)      | Brugge               | De Marle à Bruges                                    | N45               |
| RI 49  | Charleville-Mézières   | Montreuil-sur-Mer    | De Mézières à Montreuil-sur-Mer                      | N39               |
| RI 50  | Bouchain               | Calais               | De Bouchain à Calais                                 | N43               |
| RI 51  | Valenciennes           | Gent                 | De Valenciennes à Gand                               | N48               |
| RI 52  | Valenciennes           | Luxemburg            | De Valenciennes à Luxembourg                         | N49               |
| RI 53  | Douai                  | Arras                | De Douai à Arras                                     | N50               |
| RI 54  | Saint-Pol-sur-Ternoise | Halle                | De Saint-Pol à Bruxelles                             | N41               |
| RI 55  | Rijsel                 | Boulogne-sur-Mer     | De Lille à Boulogne par Cassel                       | N42               |
| RI 56  | Brussel                | Nieuwpoort           | De Bruxelles à Nieuport par Gand et Bruges           |                   |
| RI 57  | Brussel                | Sombreffe            | De Bruxelles à Namur                                 |                   |
| RI 58  | Brussel                | Aken                 | De Bruxelles à Aix-la-Chapelle                       |                   |
| RI 59  | Leuven                 | Hechtel              | De Bruxelles à Hechtel et à Bois-le-Duc              |                   |
| RI 60  | Torhout                | Westkapelle          | De Thorout à Westcapelle                             |                   |
| RI 61  | Maldegem               | Breskens             | De Bruges à Breskens par l'Ecluse                    |                   |
| RI 62  | Calais                 | Antwerpen            | De Calais à Anvers                                   | N40               |
| RI 63  | Uckange                | Mechelen             | De Metz à Anvers                                     | N52               |
| RI 64  | Antwerpen              | Roermond             | D'Anvers à Ruremonde                                 |                   |
| RI 65  | Antwerpen              | Haarlem              | D'Anvers à Harlem                                    |                   |
| RI 66  | Venlo                  | Nijmegen             | De Venlo à Nimègue                                   |                   |
| RI 67  | Luik                   | Utrecht              | De Liège à Utrecht                                   |                   |
| RI 68  | Phalsbourg             | Luik                 | De Strasbourg à Liège par Trèves                     | N61               |
| RI 69  | Trier                  | Mainz                | De Trèves à Mayence                                  |                   |
| RI 70  | Metz                   | Aken                 | De Metz à Aix-la-Chapelle                            | N53               |
| RI 71  | Monschau               | Düsseldorf           | De Metz à Dusseldorf                                 |                   |
| RI 72  | Metz                   | Saarlouis            | De Metz à Sarrelouis                                 | N54               |
| RI 73  | Kaiserslautern         | Ludwigshafen         | De Metz à Manheim                                    |                   |
| RI 74  | Rentrisch              | Landau               | De Metz à Landau                                     |                   |
| RI 75  | Metz                   | Sarrebourg           | De Metz à Strasbourg                                 | N55               |
| RI 76  | Metz                   | Besançon             | De Metz à Besançon                                   | N57               |
| RI 77  | Pont-à-Mousson         | Saint-Aubin (België) | De Metz à Saint-Dizier                               | N58               |
| RI 78  | Lunéville              | Sélestat             | De Nancy à Schelestadt                               | N59               |
| RI 79  | Toul                   | Châteauneuf          | De Nancy à Orléans, par Troyes                       | N60               |
| RI 80  | Haguenau               | Zweibrücken          | De Strasbourg à Deux-Ponts                           | N62               |
| RI 81  | Straatsburg            | Alzey                | De Strasbourg à Alzey                                | N63               |
| RI 82  | Neufchâteau            | Charleville-Mézières | De Neufchâteau à Mézières                            | N64               |
| RI 83  | Neufchâteau            | Bonny-sur-Loire      | De Neufchâteau à Bonny-sur-Loire                     | N65               |
| RI 84  | Ligny-en-Barrois       | Bazel                | De Bar-le-Duc à Bâle                                 | N66               |
| RI 85  | Saint-Dizier           | Lausanne             | De Saint-Dizier à Lausanne                           | N67               |
| RI 86  | Bazel                  | Nijmegen             | De Bâle à Nimègue, par la rive gauche du Rhin        | N68               |
| RI 87  | Bazel                  | Neuchâtel            | De Bâle à Neuchâtel                                  | N69               |
| RI 88  | Rouvray                | Combeaufontaine      | D'Avallon à Combeau-fontaine                         | N70               |
| RI 89  | Dijon                  | Troyes               | De Dijon à Troyes                                    | N71               |
| RI 90  | Dole                   | Pontarlier           | De Dijon à Pontarlier                                | N72               |
| RI 91  | Moulins                | Bazel                | De Moulins à Bâle, par Besançon                      | N73               |
| RI 92  | Corpeau                | Bingen am Rhein      | De Chalon à Bingen-sur-Rhin, par Nancy               | N74               |
| RI 93  | Tournus                | Voreppe              | De Chalon à Grenoble, par Bourg                      | N75               |
| RI 94  | Nevers                 | Tours                | De Nevers à Tours                                    | N76               |
| RI 95  | Nevers                 | Luik                 | De Nevers à Liège et à Maastricht, par Châlon        | N77               |
| RI 96  | Nevers                 | Saint-Laurent        | De Nevers à Saint-Laurent, par Lons-le-Saunier       | N78               |
| RI 97  | Nevers                 | Montréal-la-Cluse    | De Nevers à Genève, par Mâcon et Nantua              | N79               |
| RI 98  | Cluny                  | Châtillon-sur-Seine  | De Mâcon à Châtillon-sur-Seine                       | N80               |
| RI 99  | Roanne                 | Chabreloche          | De Roanne à Clermont                                 | N81               |
| RI 100 | Roanne                 | Andance              | De Roanne au Rhône                                   | N82               |
| RI 101 | Lyon                   | Straatsburg          | De Lyon à Strasbourg                                 | N83               |
| RI 102 | Meximieux              | Genève               | De Lyon à Genève                                     | N84               |
| RI 103 | Bourgoin-Jallieu       | Grasse               | De Lyon à Nice                                       | N85               |
| RI 104 | Givors                 | Beaucaire            | De Lyon à Beaucaire                                  | N86               |
| RI 105 | Remoulins              | Pézenas              | De Lyon à Béziers                                    | N87               |
| RI 106 | Lyon                   | Toulouse             | De Lyon à Toulouse                                   | N88               |
| RI 107 | Lyon                   | Bordeaux             | De Lyon à Bordeaux                                   | N89               |
| RI 108 | Chambéry               | Frangy               | De Chambéry à Genève                                 | N201 (na 1860)    |
| RI 109 | Grenoble               | Aosta                | De Grenoble à Aoste                                  | N90               |
| RI 110 | Grenoble               | Carcare              | De Grenoble à Savone                                 | N91               |
| RI 111 | Valence                | Versoix              | De Valence à Lausanne                                | N92               |
| RI 112 | Allex                  | Sisteron             | De Valence à Sisteron                                | N93               |
| RI 113 | Pont-Saint-Esprit      | Susa                 | De Pont-Saint-Esprit à Turin                         | N94               |
| RI 114 | Brignoles              | Le Luc               | De Brignoles à Antibes                               | N95               |
| RI 115 | Roquevaire             | Sisteron             | De Toulon à Sisteron                                 | N96               |
| RI 116 | Toulon                 | Antibes              | De Toulon à Antibes                                  | N97               |
| RI 117 | La Garde               | Saint-Tropez         | De Toulon à Saint-Tropez                             | N98               |
| RI 118 | Nice                   | Turijn               | De Nice à Turin                                      |                   |
| RI 119 | Cavaillon              | Montauban            | D'Aix-en-Provence à Montauban                        | N99               |
| RI 120 | Avignon                | Remoulins            | D'Avignon à Nîmes                                    | N100              |
| RI 121 | Pont-Saint-Esprit      | Mende                | Du Pont-Saint-Esprit à Mende                         | N101              |
| RI 122 | Viviers                | Clermont-Ferrand     | De Viviers à Clermont, par le Puy                    | N102              |
| RI 200 | Honfleur               | Rouen                | D'Honfleur à Rouen                                   | N180              |
| RI 201 | Chartres               | Hamburg              | De Paris à Chartres par Orsay                        | N188              |
| RI 202 | Amsterdam              | Den Helder           | D'Amsterdam à Texel                                  |                   |
| RI 203 | Amsterdam              | Hamburg              | D'Amsterdam à Hambourg                               |                   |
| RI 204 | Chivasso               | Martigny             | De Turin à Genève                                    |                   |
| RI 205 | Turijn                 | Cremona              | De Turin à Crémone                                   |                   |
| RI 206 | Carignano              | Mondovì              | De Turin à Savone                                    |                   |
| RI 207 | Ceva (gemeente)        | Oneglia              | De Turin à Oneille                                   |                   |
| RI 208 | Asti                   | Cuneo                | D'Asti à Coni                                        |                   |
| RI 209 | Savona                 | Alessandria          | De Savone à Alexandrie                               |                   |
| RI 210 | Genua                  | Vercelli             | De Gênes à Verceil                                   |                   |
| RI 211 | Pozzolo Formigaro      | Pavia                | De Gênes à Milan                                     |                   |
| RI 212 | Genua                  | Piacenza             | De Gênes à Plaisance                                 |                   |
| RI 213 | Aulla                  | Parma                | De Sarzanne à Parme                                  |                   |
| RI 214 | La Spezia              | Porto Venere         | De La Spezia à Porto Venere                          |                   |
| RI 215 | Livorno                | Popiglio             | De Livourne à Modène                                 |                   |
| RI 216 | Volterra               | Cortona              | De Livourne à Cortone                                |                   |
| RI 217 | Livorno                | Grosseto             | De Livourne à Grossetto                              |                   |
| RI 218 | San Vincenzo           | Piombino             | De Livourne à l'Île d'Elbe                           |                   |
| RI 219 | Florence               | Pietrasanta          | De Florence à Parme                                  |                   |
| RI 220 | Pistoia                | Modena               | De Florence à Modène                                 |                   |
| RI 221 | Florence               | Fossombrone          | De Florence à Ancône                                 |                   |
| RI 222 | Arezzo                 | Foligno              | De Florence à Foligno                                |                   |
| RI 223 | Siena                  | Civitavecchia        | De Sienne à Civitavecchia                            |                   |
| RI 224 | Rome                   | Civitavecchia        | De Rome à Civitavecchia                              |                   |
| RI 225 | Monterosi              | Fossombrone          | De Rome à Venise                                     |                   |
| RI 226 | Foligno                | Tolentino            | De Rome à Ancône                                     |                   |
| RI 227 | Rome                   | Cittaducale          | De Rome à Agnisa                                     |                   |
| RI 228 | Rome                   | Carsoli              | De Rome à Tivoli                                     |                   |
| RI 229 | Frosinone              | Pontecorvo           | De Rome à Naples                                     |                   |